# 銅官護軍
銅官護軍，十六国时期官名。
前秦苻坚时，设置銅官護軍，治銅官（今陕西省铜川市耀州区），属于雍州。太安元年（385年），後秦沿置銅官护军。永和二年（417年），东晋灭後秦。昌武元年（418年），夏国沿置銅官护军。承光二年（426年），銅官護軍被北魏占领。胜光元年（428年），銅官護軍被夏国夺回。胜光三年（430年），北魏改銅官護軍为銅官县。